# ریکی گرمن (بازیکن فوتبال)
ریکی گرمن (انگلیسی: Ricky German؛ زادهٔ ۱۳ ژانویهٔ ۱۹۹۹) بازیکن فوتبال اهل بریتانیا است.
از باشگاه‌هایی که در آن بازی کرده‌است می‌توان به باشگاه فوتبال چسترفیلد اشاره کرد.
وی همچنین در تیم ملی فوتبال گرنادا بازی کرده‌است.